# Citroën Xsara
La Citroën Xsara est une berline compacte du constructeur automobile français Citroën produite de 1997 à 2006.

## Historique
La Xsara est la remplaçante de la Citroën ZX dont elle reprend la plate-forme. Ses moteurs essence vont de 1 360 cm3 à 1 998 cm3 (pour le modèle VTS 167 ch) et les diesels de 1.9 D (162 km/h et 0 à 100 km/h en 15 secondes) à 1.9 TD (180 km/h et 0 à 100 km/h en 12,3 secondes) et plus tard du 1.4 HDi au 2.0 HDi.
Jugée par la presse comme étant une voiture des plus confortables, dont les suspensions étaient (trop) souples sur les premiers modèles (sauf sur la sportive Xsara VTS 167 ch et 137). Des modifications ont été apportées en 1998 sur les réglages châssis de la voiture pour corriger ses problèmes de tenue de route (instabilité du train arrière).

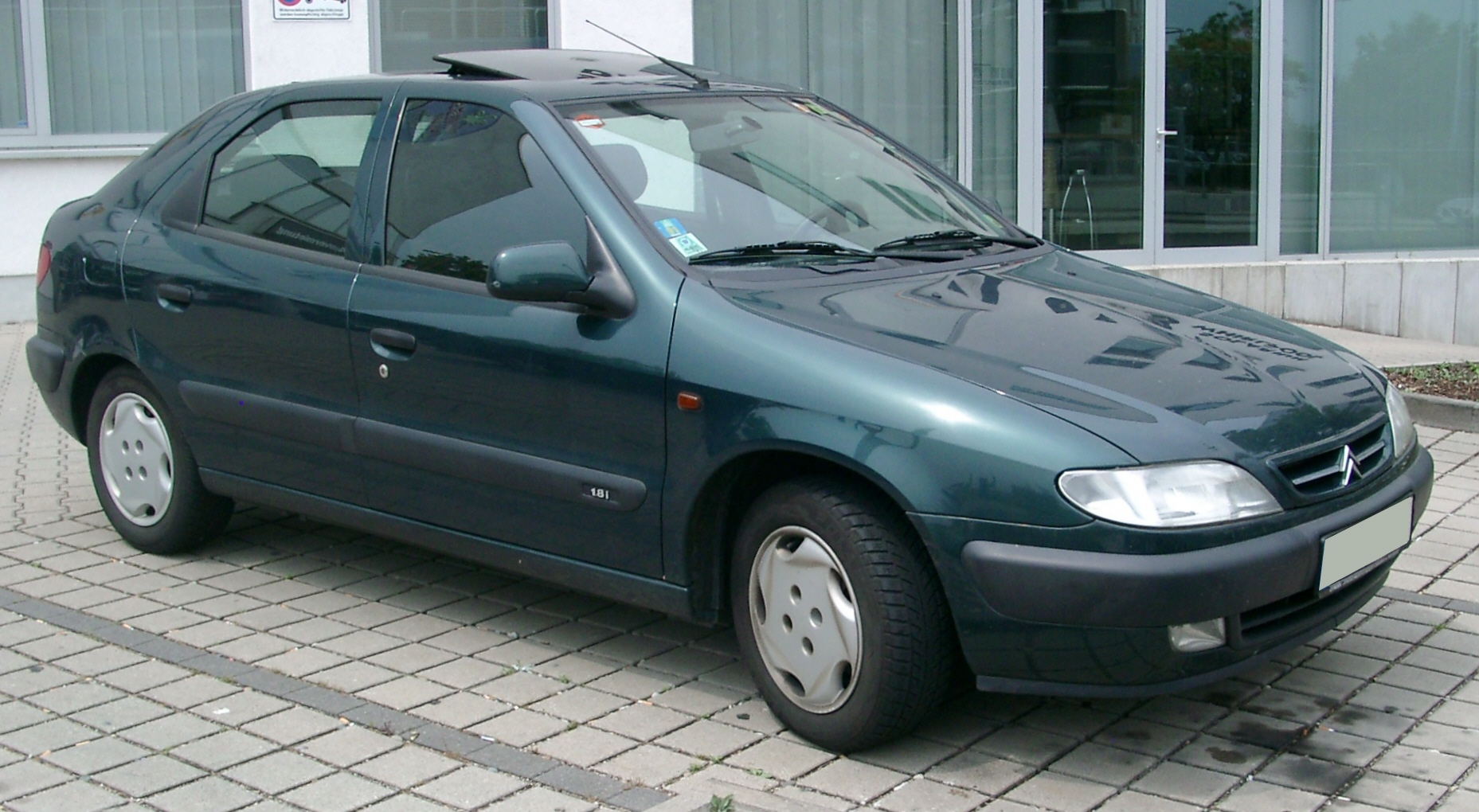
Citroën Xsara 5 portes phase 1

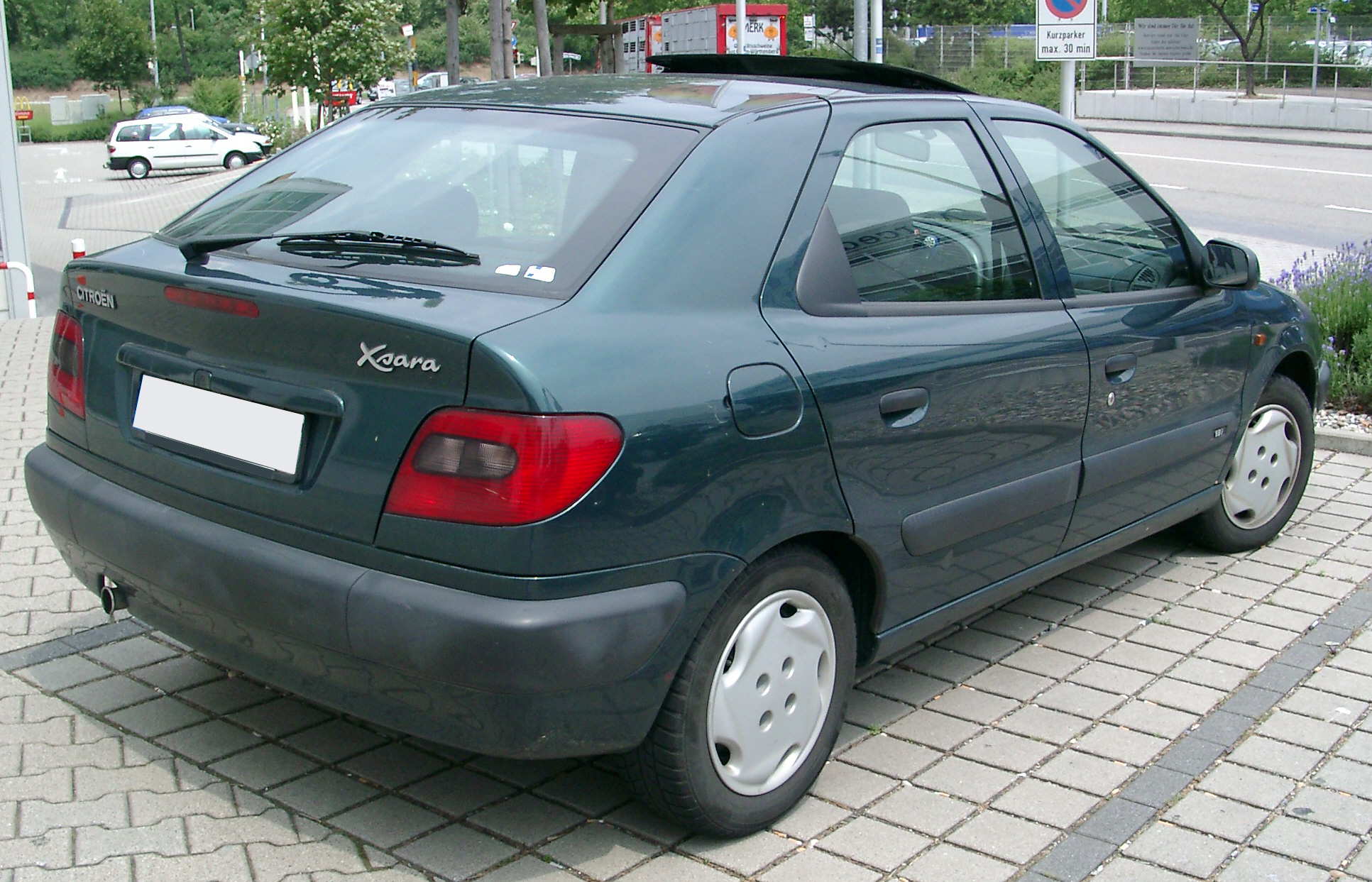
Face arrière de la Citroën Xsara 5 portes phase 1

- septembre 1997 : commercialisation de la Xsara 5 portes
- janvier 1998 : commercialisation de la Xsara 3 portes (appelée Coupé)
- septembre 2000 [2]: restylage important incluant une nouvelle face avant avec des projecteurs plus grands en amande, un nouveau capot et une nouvelle calandre avec de grands chevrons (dont la fixation laisse à désirer, la plupart des Xsara phase 2 ont perdu leur chevron supérieur avant au bout de quelques années), un hayon amélioré au niveau de la commande d'ouverture (dure et peu pratique sur l'ancien modèle), des feux arrière entièrement rouges et des commodos de Citroën C5. La suspension est raffermie[2], la présentation est également simplifiée avec des contreportes en plastique dur en remplacement des plastiques moussés des premiers modèles.
- janvier 2003 : léger restylage : nouveau bouclier avant incorporant les antibrouillards, seuil de coffre redessiné, nouveaux garnissages, remplacement du 1.9 D par le 1.4 HDi 70 ch sauf sur les modèles destinés aux entreprises[2].
- 2004 : arrêt de la production des Xsara 3 et 5 portes.
- 2006 : arrêt de la production des Xsara break.

## Les différentes versions

### Xsara coupé

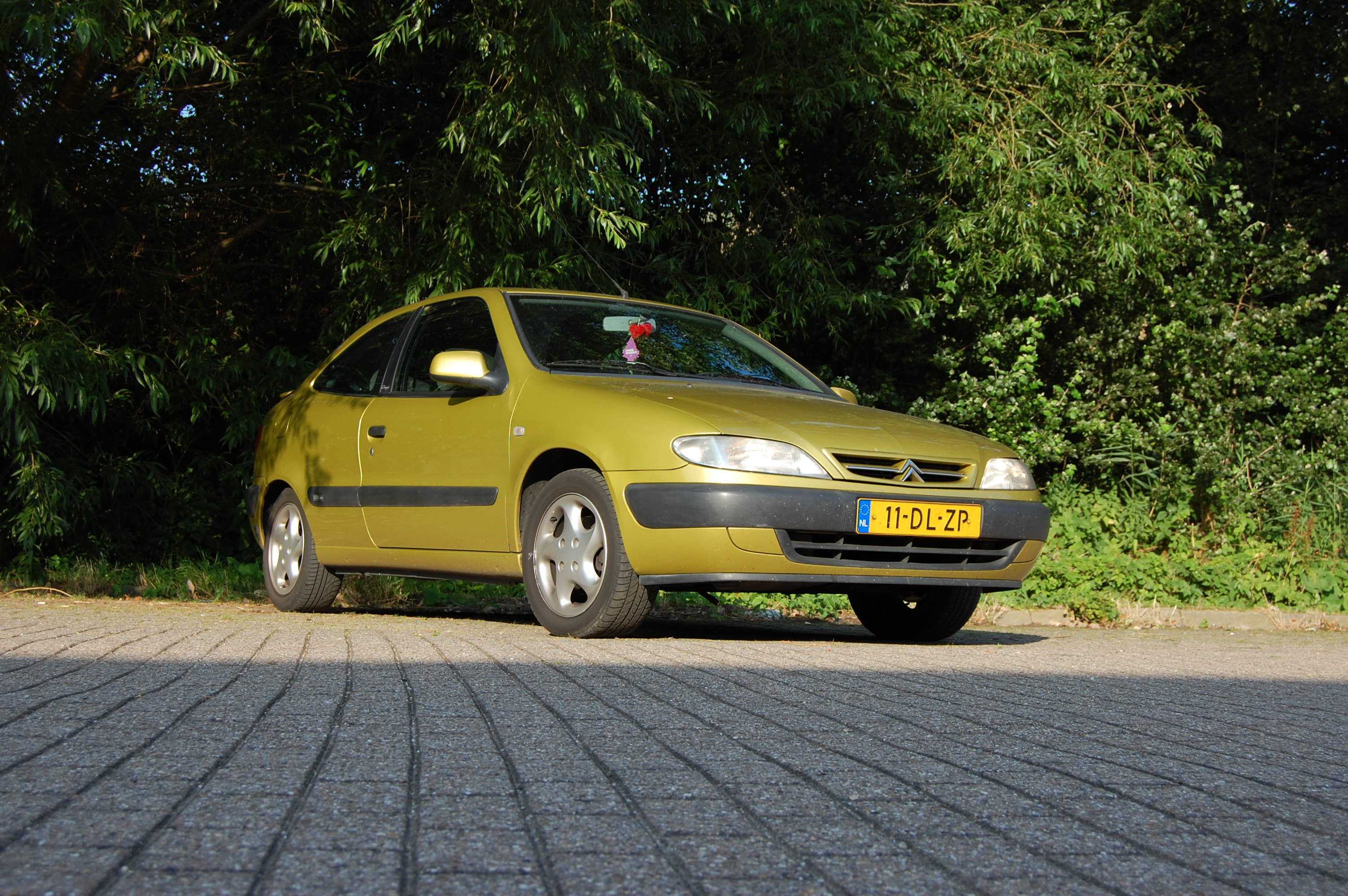
Face avant de la Xsara 3 portes phase 1

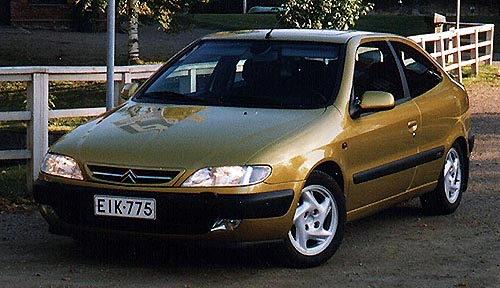
Xsara 3 portes VTS 167 ch phase 1

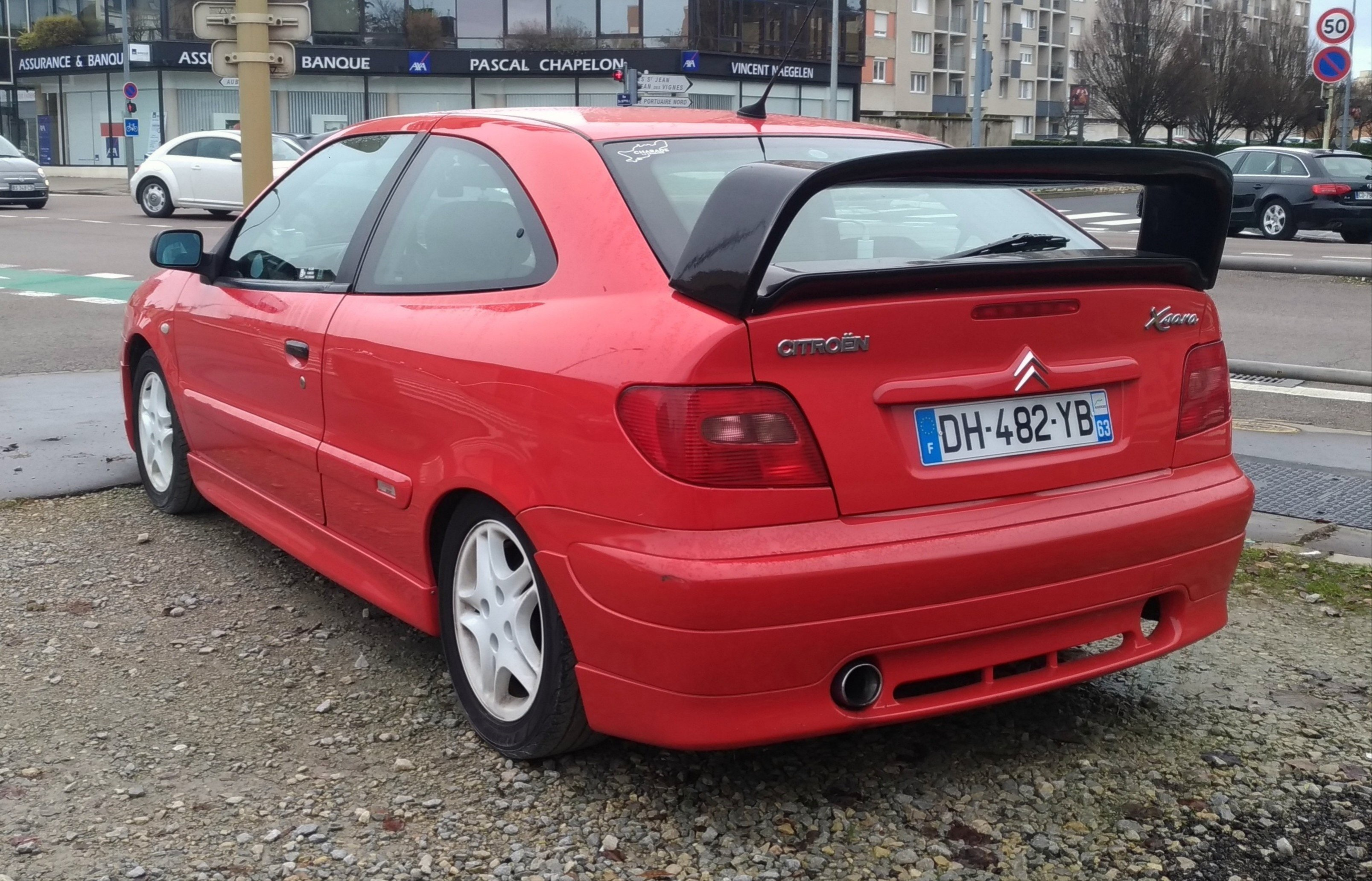
Xsara VTS Sport

En janvier 1998 est lancée une version à 3 portes de la berline Xsara. Celle-ci est dénommée Xsara coupé par Citroën. Cette version à 3 portes est dotée de motorisations essence et diesel placides ainsi que de versions essence à vocation sportive.
Le modèle 3 portes le plus connu est la version VTS, qui fait partie à l'époque des sportives les plus en vue de son segment. Avec son essieu arrière à effets auto-directionnel, la base de ses trains roulants est identique aux anciennes Citroën ZX 16V et Peugeot 306 S16. Utilisé comme un atout dans la plupart des cas grâce à une tenue de route précise, cet essieu très particulier peut néanmoins surprendre le conducteur lors de changements brutaux de direction mais aussi sur route grasse. Le moteur de 1 997 cm3 (bloc en aluminium issu de la Peugeot 206 S16, de la famille EW) offre soit 137 ch pour la version VTS "de base" hormis les versions diesel moins puissantes avec avant 2000 avec le moteur 1,9 TurboD de 90cv et a partir de 2000 le 2,0HDI 110cv qui malgré leur faible puissance reste sportif par leur châssis mais discrédite un peu le sigle VTS par rapport au GTI Peugeot, mais elle bénéficie surtout du moteur de 167 ch en 1 998 cm3 (bloc en fonte de la famille XU) pour la version la plus musclée. Un peu creux en dessous de 4 000 tr/min, il se déchaîne au-delà pour offrir 193 N m de couple maxi à 5 500 tr/min et 167 ch à 6 500 tr/min (le rupteur, quant à lui, étant situé aux alentours des 7 250 tr/min). La vitesse maximale annoncée pour la version 167 ch est de 221 km/h. Une version VTS Sport rouge et blanche a été commercialisée à 400 exemplaires après la victoire de Jesús Puras au Tour de Corse en 2001.

### Citroën AutoPC
Citroën développe pour la Xsara, conjointement avec Microsoft, le premier système automobile capable de dialoguer en temps réel avec le conducteur : l'AutoPC. Équipé de la radio / lecteur CD (6 CD) / GPS / téléphone / messagerie (SMS, courriel), celui-ci peut s'actionner grâce à la voix du conducteur enregistrée auparavant (45 intonations enregistrables), afin de ne pas perturber ce dernier dans la conduite du véhicule. Le système est tout simplement un PC certifié ISO fonctionnant sous le Système d'exploitation Microsoft Windows CE.
Seulement 500 exemplaires - toutes versions de Xsara confondues entre Exclusive et VTS - seront commercialisées, facilement reconnaissables au logo WINDOWS CE sur fond blanc, situé sur les flancs du véhicule.

### Xsara DYNalto
En 1998, Citroën présente la Xsara DYNalto, première voiture équipée d'un alterno-démarreur à l'époque. Le système DYNalto est chargé de démarrer le moteur, de conférer un overboost ponctuel de 8 ch et surtout propose un système stop & start à alterno-démarreur. Malgré le caractère novateur du modèle et le développement de prototypes fonctionnels, sa production en grande série est n'a finalement pas lieu,.

### Xsara DYNActive
Lors du Salon de l'automobile de Genève 2000, Citroën présente un concept car appelé Xsara DYNActive, basée sur une Xsara break Exclusive. Reconnaissable à ses logos latéraux DYNActive, ce modèle se différencie surtout des autres Xsara par sa motorisation hybride (disposition hybride parallèle). Elle associe au bloc 1.4 75 ch une motorisation électrique de 25 kW (32 ch), grâce à 14 batteries au nickel et à l'hydrure de métal installées dans le coffre. Ces dernières présentent toutefois pour inconvénient d'alourdir la Xsara break pour atteindre 1 450 kg. De plus, Citroën a dû rehausser et durcir les suspensions arrière, le pack de batterie de la Xsara DYNActive dépassant largement sous l'auto.

### Xsara en Chine

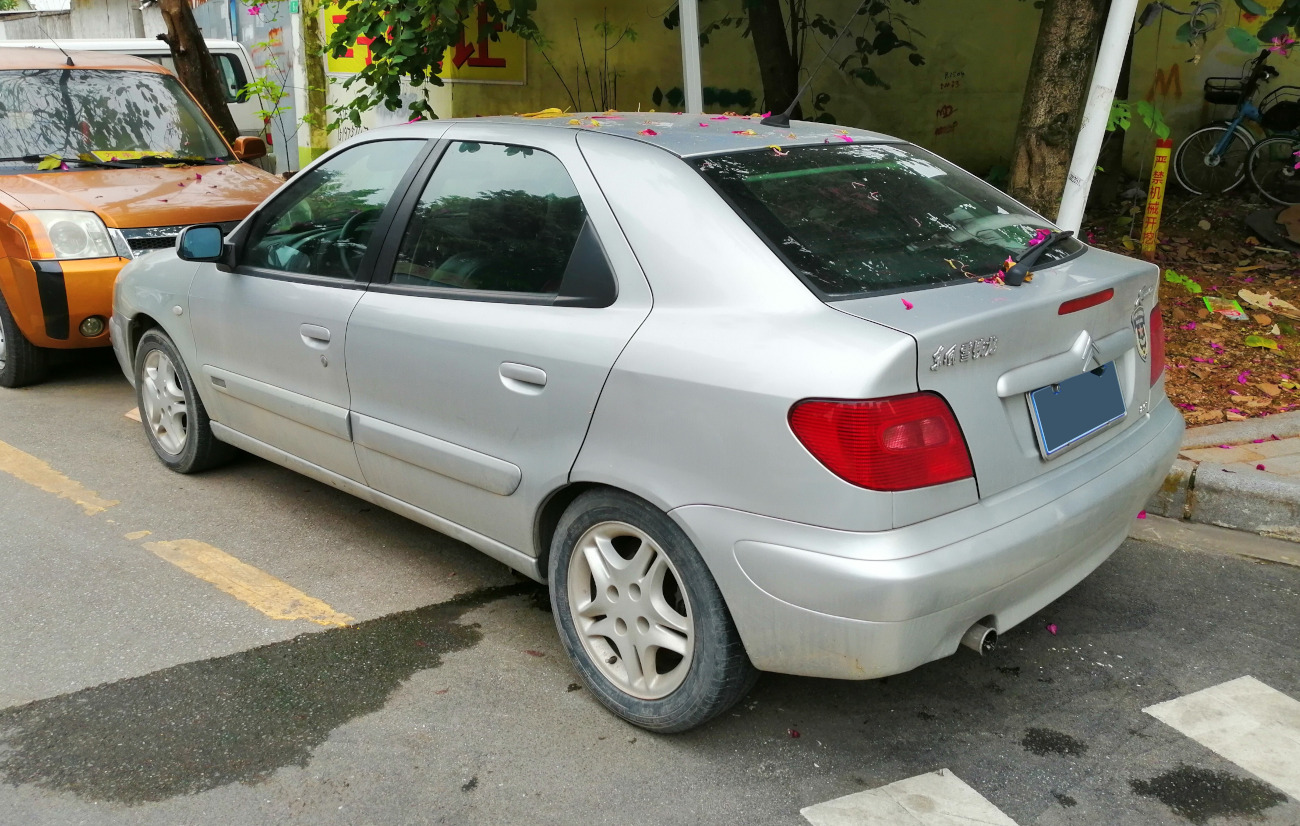
Citroën Xsara 5 portes (Chine)

Tout comme le Xsara Picasso deux ans plus tôt, la Xsara 5 portes est fabriquée en Chine par Dongfeng Citroën à partir de 2003. La production cesse en 2006, après seulement 14 028 unités vendues. 

## Caractéristiques

### Chaîne cinématique

#### Motorisations

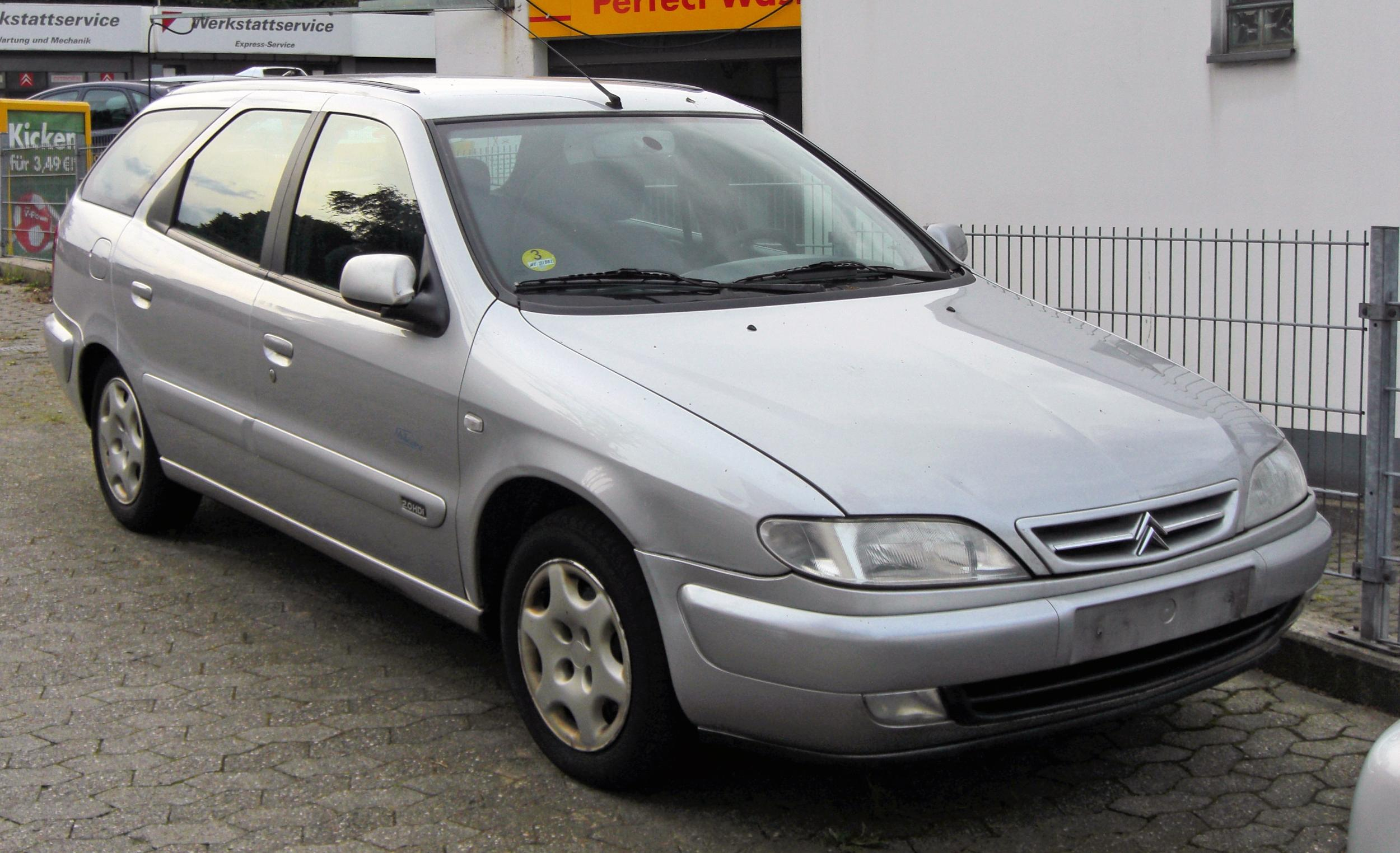
Citroën Xsara break phase 1.

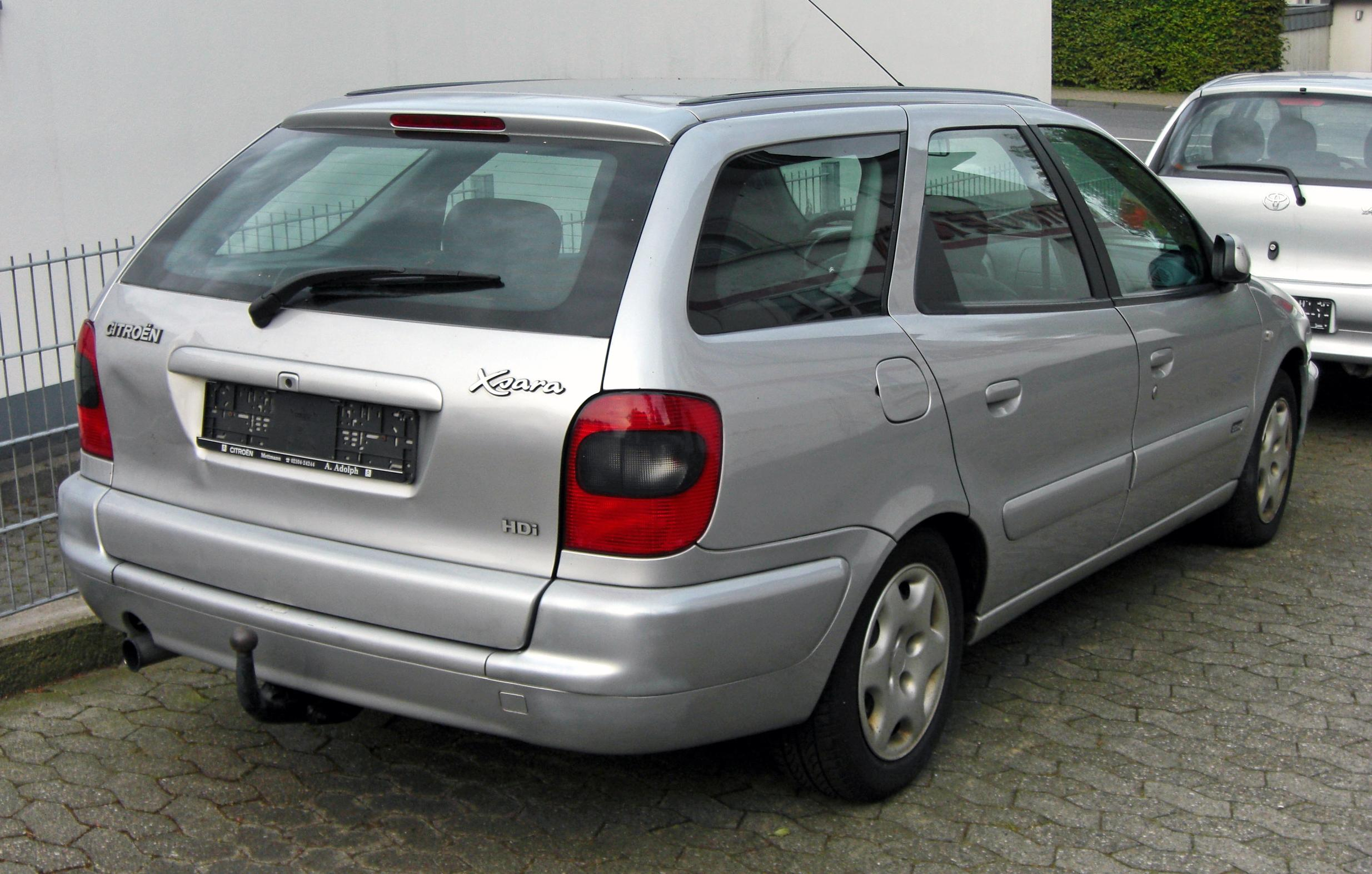
Citroën Xsara break phase 1.

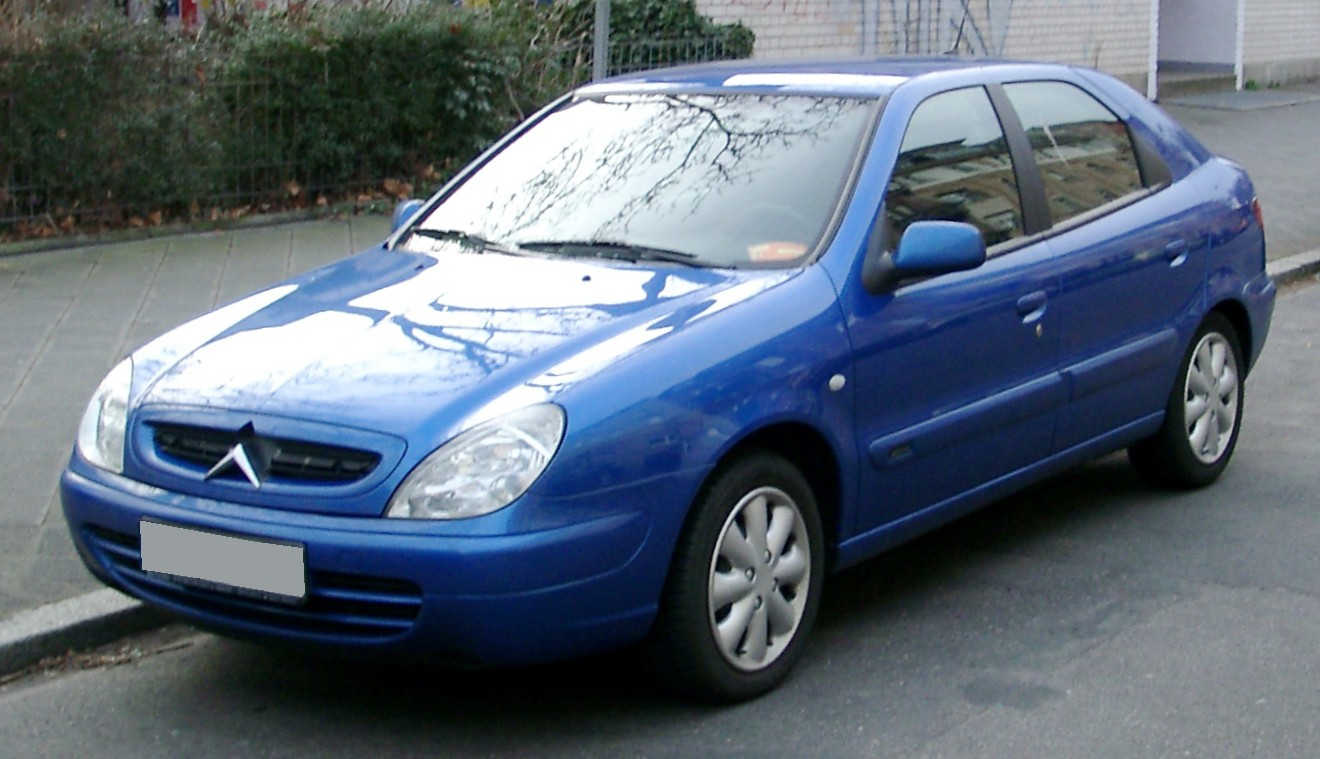
Face avant de la Citroën Xsara 5 portes phase 2.

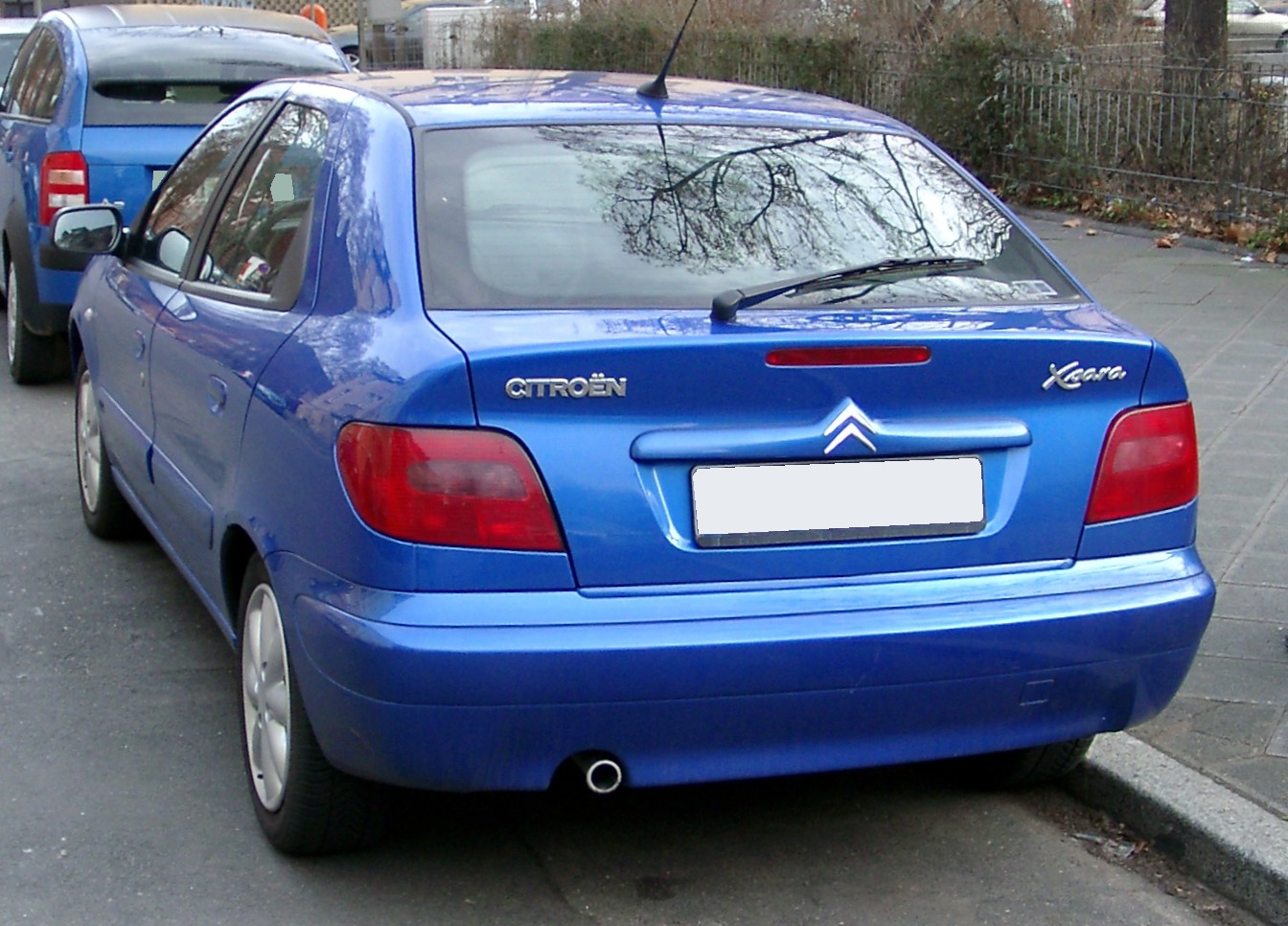
Face arrière de la Citroën Xsara 5 portes phase 2.

| Diesel                     | 1.4 HDi 70                         | 1.9 D 67                         | 1.9 D 70                         | 1.9 D 75                         | 1.9 TD 90                        | 2.0 HDi 90                       | 2.0 HDi 110                      |
| -------------------------- | ---------------------------------- | -------------------------------- | -------------------------------- | -------------------------------- | -------------------------------- | -------------------------------- | -------------------------------- |
| Moteur                     | 4 cylindres en ligne (type DV/DLD) | 4 cylindres en ligne (type XU)   | 4 cylindres en ligne (type XU)   | 4 cylindres en ligne (type XU)   | 4 cylindres en ligne (type XU)   | 4 cylindres en ligne (type DW)   | 4 cylindres en ligne (type DW)   |
| Cylindrée                  | 1398                               | 1868/1905                        | 1868/1905                        | 1868/1905                        | 1868/1905                        | 1997                             | 1997                             |
| Puissance maxi             | 68 ch au régime de 4000 tr/min     | 68 ch au régime de 2500 tr/min   | 71 ch au régime de 4600 tr/min   | 75 ch au régime de 4600 tr/min   | 90 ch au régime de 4000 tr/min   | 90 ch au régime de 4000 tr/min   | 110 ch au régime de 4000 tr/min  |
| Couple maxi                | 160 N m au régime de 2000 tr/min   | 125 N m au régime de 2500 tr/min | 125 N m au régime de 2500 tr/min | 125 N m au régime de 2500 tr/min | 196 N m au régime de 2250 tr/min | 205 N m au régime de 1900 tr/min | 250 N m au régime de 1750 tr/min |
| Boîte de vitesses          | BVM5                               | BVM5                             | BVM5                             | BVM5                             | BVM5                             | BVM5                             | BVM5                             |
| Vitesse maxi               | 164                                | 162                              | 162                              | 170                              | 178                              | 180                              | 193                              |
| 0-100 km/h                 | 16.7                               | 14.7                             | 14.7                             | 13,7                             | 12.8                             | 11.6                             | 10.3                             |
| Consommation (en L/100 km) | 4.5                                | 6.2                              | 6.2                              |                                  | 6.6                              | 5.4                              | 5.2                              |
| Émissions de CO2 (en g/km) | 120                                |                                  | 164                              |                                  |                                  | 141                              | 138                              |

| Essence                    | 1.4 75                           | 1.6 90/95                        | 1.6 90/95                        | 1.6 110                          | 1.8 90                           | 1.8 102                          | 1.8 112/115                      | 1.8 112/115                      | 2.0 135/137                      | 2.0 135/137                      | 2.0 165/167                      | 2.0 165/167                      |
| -------------------------- | -------------------------------- | -------------------------------- | -------------------------------- | -------------------------------- | -------------------------------- | -------------------------------- | -------------------------------- | -------------------------------- | -------------------------------- | -------------------------------- | -------------------------------- | -------------------------------- |
| Moteur                     | 4 cylindres en ligne (type TU)   | 4 cylindres en ligne (type TU)   | 4 cylindres en ligne (type TU)   | 4 cylindres en ligne (type TU)   | 4 cylindres en ligne (type XU)   | 4 cylindres en ligne (type XU)   | 4 cylindres en ligne (type XU)   | 4 cylindres en ligne (type XU)   | 4 cylindres en ligne (type XU)   | 4 cylindres en ligne (type EW)   | 4 cylindres en ligne (type XU)   | 4 cylindres en ligne (type XU)   |
| Cylindrée                  | 1368                             | 1587                             | 1587                             | 1587                             | 1761                             | 1761                             | 1761                             | 1761                             | 1998                             | 1997                             | 1997                             | 1997                             |
| Puissance maxi             | 75 ch au régime de 6000 tr/min   | 90 ch au régime de 5600 tr/min   | 92 ch au régime de 5700 tr/min   | 110 ch au régime de 5750 tr/min  | 90 ch au régime de 5000 tr/min   | 103 ch au régime de 6000 tr/min  | 112 ch au régime de 5500 tr/min  | 115 ch au régime de 5500 tr/min  | 135 ch au régime de 5500 tr/min  | 137 ch au régime de 6000 tr/min  | 167 ch au régime de ???? tr/min  | 167 ch au régime de 6500 tr/min  |
| Couple maxi                | 120 N m au régime de 2800 tr/min | 135 N m au régime de 3000 tr/min | 138 N m au régime de 3000 tr/min | 147 N m au régime de 2600 tr/min | 147 N m au régime de 2600 tr/min | 153 N m au régime de 3000 tr/min | 155 N m au régime de 4250 tr/min | 166 N m au régime de 4000 tr/min | 180 N m au régime de 4200 tr/min | 190 N m au régime de 4100 tr/min | 193 N m au régime de 5500 tr/min | 193 N m au régime de 5500 tr/min |
| Boîte de vitesses          | BVM5                             | BVM5                             | BVM5                             | BVM5                             | BVM5                             | BVM5                             | BVM5                             | BVM5                             |                                  |                                  |                                  |                                  |
| Vitesse maxi               | 182                              | /182                             | 193                              | 199/192                          | 182                              | 177                              | 195                              |                                  | 205                              | 210                              | 224                              | 220                              |
| 0-100 km/h                 | 12.7                             | /14.5                            | 11.1                             | 9.7/12.5                         | 11.5                             | 15.4                             | 10.7                             |                                  | 9.9                              | 8.6                              | 7.8                              | 8.7                              |
| Consommation (en L/100 km) | 6.7 à 6.9                        | /7.8                             |                                  | 6.9/7.6                          | 7.9                              | 9.1                              | 8.3                              |                                  | 10.1                             | 7.7                              | 9.9                              | 9.3                              |
| Émissions de CO2 (en g/km) | 159                              |                                  |                                  | 160                              |                                  | 217                              |                                  |                                  |                                  | 184                              | 215                              | 215                              |

## La Sécurité
équipements de sécurité fournis en série dans la Citroën Xsara phase 1 (1997-2000)
- Airbag conducteur
équipements de sécurité fournis en série dans la Citroën Xsara phase 2 (2000-2004)
- Airbag conducteur
- Airbag passager désactivable
- ABS 

## La Xsara en compétition

### Citroën Xsara WRC
Aux mains de Sébastien Loeb et ses coéquipiers, une version WRC a été alignée dans le championnat du monde des rallyes, sous la responsabilité de Guy Fréquelin. Cette version, comme toutes les WRC, est dotée d'un moteur de 2 L turbo de 335 ch, son partenaire pneumatique est Michelin, elle pèse 1 130 kg et a un empattement de 2 615 mm.
L'auto débute en fait en championnat de France des rallyes en 2000 sous le nom de Xsara T4 avant de découvrir le mondial l'année suivante, pointant notamment en tête de la première manche mondiale avant de connaître un problème mécanique. Elle remportera sa première victoire en championnat du monde au Tour de Corse 2001. La Xsara sera alignée en saison complète à partir de 2003, permettant à Citroën de remporter cette année-là son premier titre constructeur. Sébastien Loeb réalisera le doublé aux deux championnats pour Citroën dès 2004.
Avec le retrait provisoire annoncé de Citroën du championnat du monde des rallyes pour la saison 2006, les Xsara sont alors alignées par l'équipe Kronos Racing, avec le soutien de Citroën Sport, ayant pour pilotes Sébastien Loeb, Xevi Pons et Daniel Sordo, ainsi que Colin McRae sur une manche.
Loeb remporte cette année-là huit nouvelles victoires et son troisième titre de champion du monde pilote au volant de la Xsara WRC, le dernier titre acquis par une Xsara. Le constructeur au chevron reviendra officiellement en WRC pour la saison 2007 avec la Citroën C4 WRC. Les Xsara WRC continueront à être alignées à plein temps en 2007 par l'équipe Kronos Racing pour divers pilotes privés, terminant notamment 2e du rallye d'Allemagne avec François Duval. En 2009, le champion du monde des rallyes 2003 Petter Solberg, sans volant depuis le retrait de Subaru, décide de monter sa propre équipe et d'utiliser une Citroën Xsara WRC. Il termine notamment 3e du rallye de Chypre, au volant de cette voiture âgée de trois ans.
En championnat du monde, la Xsara WRC a remporté au total 32 victoires. Ses performances alliées à une grande fiabilité (107 rallyes terminés sur 138 départs pour l'équipe Citroën Sport, et seulement treize abandons sur problèmes mécaniques) ont permis à Citroën de remporter :
- en 2003 : le championnat du monde des constructeurs ;
- en 2004 : les championnats du monde des constructeurs, des pilotes (Sébastien Loeb), et des copilotes (Daniel Elena) ;
- en 2005 : les championnats du monde des constructeurs, des pilotes (Sébastien Loeb), et des copilotes (Daniel Elena) ;
- en 2006 : les championnats du monde des pilotes (Sébastien Loeb) et des copilotes (Daniel Elena).

Plusieurs pilotes ont remporté des victoires à son volant : Jesus Puras (1 victoire), Carlos Sainz (2 victoires), François Duval (1 victoire) et Sébastien Loeb (28 victoires).
| Saisons | Rallyes | Départs | Terminés | Abandons | Erreurs | Pannes | Podiums | Victoires |
| ------- | ------- | ------- | -------- | -------- | ------- | ------ | ------- | --------- |
| 2001    | 4       | 9       | 4        | 5        | 3       | 2      | 2       | 1         |
| 2002    | 8       | 19      | 10       | 9        | 3       | 6      | 4       | 1         |
| 2003    | 14      | 46      | 38       | 8        | 5       | 3      | 13      | 4         |
| 2004    | 16      | 31      | 28       | 3        | 2       | 1      | 20      | 7         |
| 2005    | 16      | 32      | 26       | 6        | 4       | 2      | 18      | 11        |
| Totaux  | 58      | 137     | 106      | 31       | 17      | 14     | 57      | 24        |

Erreurs : abandons imputables à l'équipe (sorties de route, erreurs de navigation, etc.)

Pannes : abandons dus à des causes mécaniques
Autres titres (2) :
- Championnat de France des rallyes: 2000 (Philippe Bugalski);
- Championnat d'Espagne des rallyes: 2002 (Jesús Puras);
  - 3e du championnat d'Espagne des rallyes, en 2001 (J. Puras);

Victoires :
- WRC (24): Corse 2001 et 2005, Allemagne 2002, Monte-Carlo 2003, 2004 et 2005, Allemagne 2003, 2004 et 2005, SanRemo 2003, Suède 2004, Chypre 2004 et 2005, Turquie 2003, 2004 et 2005, Argentine 2004 et 2005, Australie 2004 et 2005, Nouvelle-Zélande 2005, Sardaigne 2005, Acropole 2005, Catalogne 2005 ;
- ERC (1): Îles Canaries 2002 ;
- France (asphalte) (7): Charbonnières 2000, Touquet 2000, Alsacce-Vosges 2000, Limousin 2000, Rouergue 2000, Mont-Blanc 2000, Cévennes 2000 ;
- Espagne (Asphalte) (9): Costa Blanca 2001, Îles Canaries 2002, Santander 2002, Llanes 2002, Ourense 2002, Avilés 2002, Rías Baixas 2002, Costa del Sol 2002, Madrid 2002 ;
- Espagne (terre) (1): Saragosse 2001.

La voiture est aussi engagée en rallycross en France, et a remporté le Championnat de France à six reprises, en 2000, 2003 et 2004 avec le pilote Laurent Terroitin, en 2005 avec Olivier Anne, en 2009 avec Marc Laboulle, et en 2010 avec Davy Jeanney.
Palmarès Pilote   
|      |                |           |  |  |  |  |  |  |  |
| 2004 | Sébastien Loeb | Xsara WRC |  |  |  |  |  |  |  |
| 2005 | Sébastien Loeb | Xsara WRC |  |  |  |  |  |  |  |
| 2006 | Sébastien Loeb | Xsara WRC |  |  |  |  |  |  |  |

Palmarès Constructeur   
|      |           |  |  |  |  |  |  |  |  |
| 2003 | Xsara WRC |  |  |  |  |  |  |  |  |
| 2004 | Xsara WRC |  |  |  |  |  |  |  |  |
| 2005 | Xsara WRC |  |  |  |  |  |  |  |  |

### Citroën Xsara Kit Car
En 1998, à la suite de son retrait des rallye-raids, Citroën Sport décide de revenir officiellement en rallye et conçoit pour cela la Xsara Kit-Car. Équipée d'un moteur de 2 L développant 300 ch à plus de 8 000 tr/min, cette voiture débute dans le championnat de France des rallyes 1998. À son volant, Philippe Bugalski remporte les titres pilotes 1998 et 1999, et Sébastien Loeb le titre pilote 2001.
Outre le championnat de France, la Xsara Kit Car a également permis à Citroën de remporter ses deux premières victoires en championnat du monde des rallyes au rallye de Catalogne et au Tour de Corse 1999, ce qui constitue toujours à l'heure actuelle, la dernière victoire d'une voiture à deux roues motrices en championnat du monde.
Citroën a également remporté grâce à elle le titre constructeur du championnat d'Europe des rallyes 2000, avec Bruno Thiry terminant vice-champion d'Europe et vainqueur en Formule 2 cette année-là.

## Production
La majorité de la diffusion du modèle en France est assurée par la berline 5 portes. Sur l'année 2003, elle représente 3 ventes sur 4 (75,5% des 35 092 exemplaires écoulés, contre 14,6% pour la 3 portes et 9,9% pour le break).